# دوند
دونَد (انگلیسی: Dunadd، گیلیک اسکاتلندی: Dùn Ad، به معنای قلعهٔ روی رود اَد) تپه‌قلعه‌ای مربوط به عصر آهن و قرون وسطای آغازین در آرگایل و بوت اسکاتلند است و باور تاریخ‌نویسان بر آن است که پایتخت ابرشاه‌نشین کهن دال ریادا باشد.
پادشاهی دال ریادا در قرون اولیهٔ پس از میلاد و پس از آنکه رومی‌ها بریتانیا را ترک کردند در آرگایل پدید آمد. فرمانروایان دال ریادا به زبان گیلیک سخن می‌گفتند.
دونَد تپه‌ای است که بر فراز آن دژی ساخته بودند.
این تپهٔ صخره‌ای ممکن است زمانی جزیره بوده باشد، اما امروزه در میان خشکی در نزدیکی رود اد، اندکی شمال لوکگیلپهید قرار دارد.
زمین‌های اطراف تپه باتلاقی هستند که این امر اهمیت دفاعی داشته و قلعه را تسخیرناپذیر می‌کرده‌است.
ممکن است پسروی آب دریاچه قلعه را از جزیره تبدیل به تپه‌ای در خشکی کرده باشد و آن را نسبت به تهاجمات نظامی آسیب‌پذیر ساخته باشد.
حکاکی‌ها و سنگ‌تراشی‌های درون حصار قلعه منحصربه‌فرد هستند و احتمالاً با آیین‌های تاج‌گذاری شاهان دال ریاتا مربوطند. در همان بخش از محوطه تصویر گرازی در شیوهٔ پیکتی یافت شده‌است.
دونَد پس از ۷۳۶ میلادی مسکون شده‌است و دستکم تا قرن نهم میلادی در آن زندگی جریان داشته‌است.
از دونَد در منابع تاریخی دو بار یاد شده‌است، ازین رو و همچنین به دلیل شاخص بودن مکان آن بارها (۱۹۰۴–۰۵, ۱۹۲۹, ۱۹۸۰) در آن کاوش شده‌است.
امروزه محوطه در اختیار سازمان اسکاتلند تاریخی است و بازدید از آن برای عموم آزاد است.